# Discocharopa
Discocharopa is een geslacht van weekdieren uit de klasse van de Gastropoda (slakken).

## Soort
- Discocharopa aperta (Möllendorff, 1888)